# The Quarrymen
The Quarrymen, auch The Quarry Men, ist eine britische Band, die von dem späteren The-Beatles-Mitglied John Lennon und vier Schulfreunden 1956 gegründet wurde und somit als Vorgängerband der Beatles gilt. Neben Lennon beteiligten sich mit Paul McCartney und George Harrison bereits drei der vier Mitglieder der späteren klassischen Beatles-Besetzung.

## Bandgeschichte

### Vor der Gründung
John Lennon entschloss sich im Alter von 15 Jahren, mit seinem Schulfreund Eric Griffiths Gitarrenunterricht in Hunts Cross, einem Vorort von Liverpool, zu nehmen. Doch schon bald gaben die beiden die Unterrichtsstunden auf, da sie ihrer Meinung nach zu viel auf Musiktheorie basierten und das tatsächliche Musikmachen zu kurz komme.
Da Eric Griffiths bereits das Banjospielen beherrschte, zeigte John Lennons Mutter, die ebenfalls das Banjo beherrschte, den beiden, wie man eine Gitarre wie ein Banjo stimmt, brachte ihnen die drei Akkorde C, D und D7 und schließlich auch den englischen Hit Ain’t That a Shame bei. Von da an trafen sich die beiden häufig im Haus von Lennons Tante oder bei Griffiths, wo sie anschließend verschiedene Lieder lernten und übten.

### Gründung
So entschlossen sich Griffiths und Lennon, 1956 zusammen mit ihrem Schulfreund Pete Shotton (1941–2017) eine Skiffleband zu gründen. Shotton informierte sich über die Skifflemusik und die dort verwendeten Instrumente und beschloss, Musik auf dem für Skiffle-Bands wichtigen Waschbrett zu machen, da dies in seinen Augen das leichteste dieser Instrumente war. Seine Utensilien besorgte seine Mutter: Ein Waschbrett fand sie im Gartenschuppen, zwei zum Spielen des Waschbretts als Perkussionsinstrument benötigte Fingerhüte spendete sie aus ihrer Nähkiste.
Anschließend warb Shotton seinen Schulfreund Bill Smith an, den Waschwannenbass zu spielen, und Rod Davis trat als Banjospieler in die Band ein, sodass Griffiths nun auch Gitarre spielen durfte. Nachdem sie sich zuvor The Blackjacks nannten, fassten sie den Entschluss, sich in The Quarrymen umzubenennen, was auf ihre Schule, die Quarry Bank High School (heute Calderstones School), bzw. auf eine Textpassage in ihrem Schullied anspielt:

“Quarrymen, old before our birth / Straining each muscle and sinew”

„Quarry-Jungs [auch: Steinbrucharbeiter], alt schon vor unserer Geburt / spannen jeden Muskel und jede Sehne an“

Smith erschien jedoch immer seltener zu den Proben der Band und entschloss sich schließlich, aus der Gruppe auszusteigen. Die Übrigen klauten daraufhin kurzerhand den Waschwannenbass aus Smiths Garage. Als Ersatz für Smith wurde Len Garry engagiert. Dieser stieg bald vom Waschwannenbass auf den Teekistenbass um.
Im Schulbus lernte Griffiths den Lehrling Colin Hanton kennen. Zufällig erfuhr Griffiths, dass Hanton ein Schlagzeug besitzt, doch der gab zu, nur ein Amateur zu sein. So besuchte Griffiths Hanton, um ihn spielen zu sehen, und lud ihn anschließend zu den Quarrymen ein. Von da an war Hanton ein Mitglied der Band und die Quarrymen wurden um ein Instrument erweitert.

### Erste Auftritte

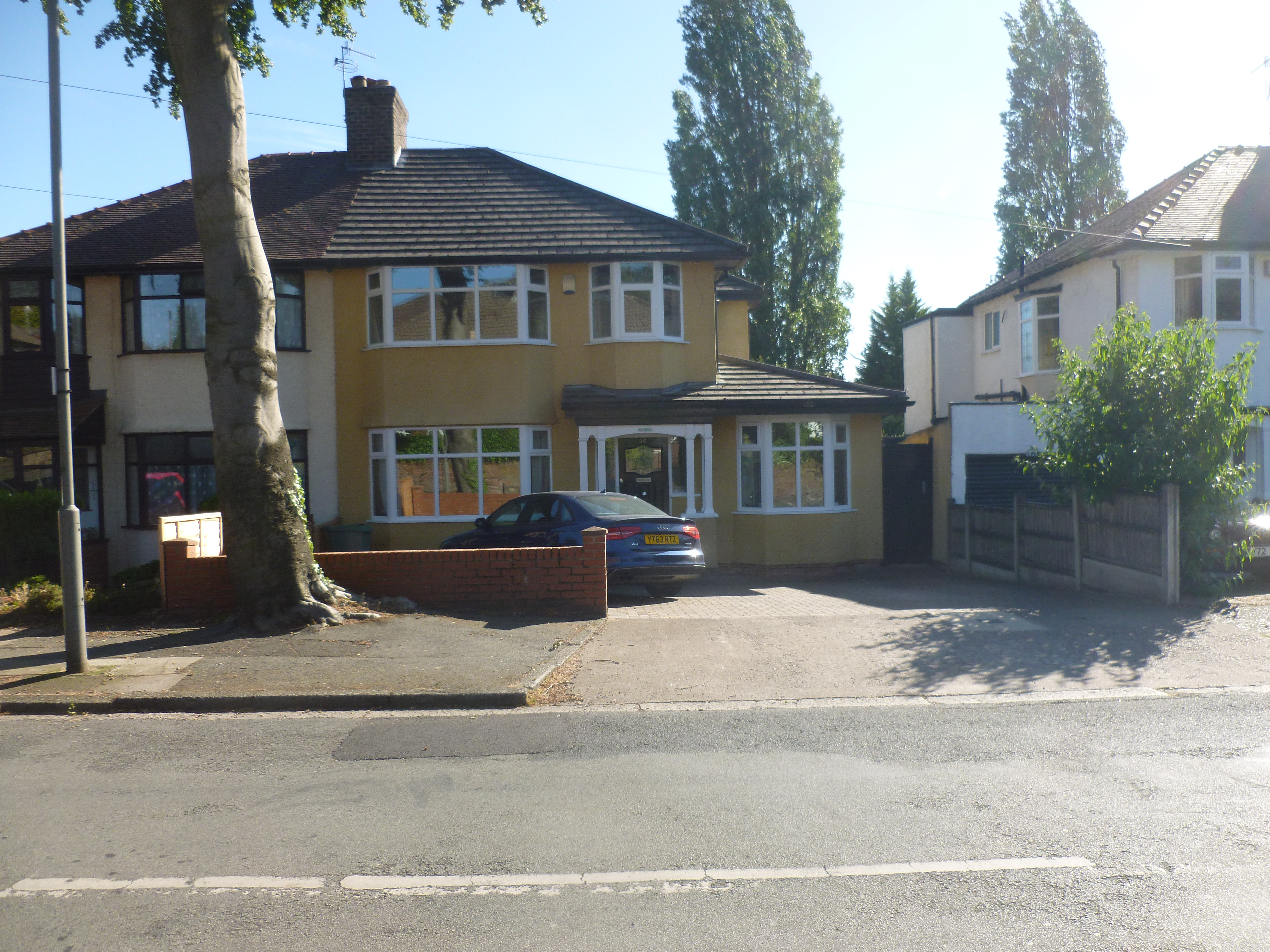
Leosdene, das Wohnhaus von Nigel Whalley, den Manager der Quarry Men. Dahinter befindet sich das Haus, in dem John Lennon lebte.

Anschließend hatten The Quarrymen verschiedene Auftritte. So besorgte der zwischenzeitlich zum Manager der Band ernannte Schulfreund Nigel Whalley zwei Intermissionsauftritte im Kino, daneben auch Auftritte bei Musikwettbewerben in Liverpool und an verschiedenen weiteren Orten. Darüber hinaus traten sie beim Schulball der Quarry Bank High School auf.
Die Visitenkarte The Quarry Men (mit ihrem Repertoire: Country, Western, Rock ’n’ Roll und Skiffle) nennt als Kontaktadresse für Engagements Leosdene, das Wohnhaus von Whalley in der Vale Road in Woolton.
Anschließend begann die Band, vermehrt Lieder von Elvis Presley zu spielen. Schließlich wurden die Quarrymen um ein Probevorspiel in einem Golfclub gebeten, bei dem zur Überraschung der Musiker mehr als einhundert Besucher kamen. Bei diesem Vorspiel überzeugten sie den Inhaber des Cavern Club, einer von drei großen Jazz-Clubs in Liverpool. So kam es zu einem Auftritt der Quarrymen im Cavern. Schon im Vorfeld stritt sich die Band über die Setlist bei diesem Auftritt. Sie begann das Konzert mit einem Skiffle-Song; anschließend forderte Lennon seine Bandmitglieder auf, Don’t Be Cruel von Elvis Presley zu spielen. Seine Bandmitglieder warnten ihn mit den Worten “The audience will eat us alive!” (deutsch: „Die Zuschauer werden uns lebendig verspeisen!“) und weigerten sich, das Lied zu spielen, da in dem Jazz-Club kein Rock ’n’ Roll erwünscht war. Lennon stimmte das Lied selbst an und forderte die anderen Musiker auf, mit einzusteigen. Der Inhaber des Clubs stürmte unterdessen auf die Bühne und forderte die Band mit den Worten “Cut off that bloody Rock ’n’ Roll!” (deutsch: „Hört auf, diesen verdammten Rock ’n’ Roll zu spielen!“), das Lied sofort abzubrechen.
Am 22. Juni 1957 spielten die Quarrymen zum Anlass des 750. Jahrestages der Gründung von Liverpool in der Roseberry Street in Liverpool auf der Ladefläche eines Lastwagens ihren ersten vollständigen Auftritt und zugleich den ersten Auftritt in der Öffentlichkeit.

### Begegnung mit Paul McCartney

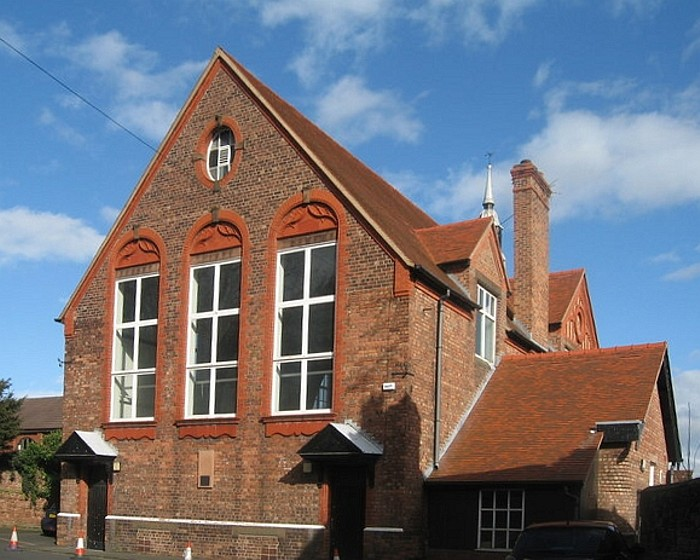
St Peter’s Church Hall: Am 6. Juli 1957 lernten sich John Lennon und Paul McCartney bei einem Gartenfest der Pfarrgemeinde kennen

Am 6. Juli 1957 spielten The Quarrymen bei einer Musikveranstaltung bei einem Sommerfest der St Peter’s Church in Woolton, einem Stadtteil von Liverpool. Dies ist insofern außergewöhnlich, als dass bei der Rose Queen – der umgangssprachliche Name der Veranstaltung (mit vollem Namen: Woolton Parish Church Garden Fete and Crowning of Rose Queen) – eigentlich nur Blaskapellen (am 6. Juli spielten auch die Band of the Cheshire Yeomanry und George Edwards’ Band) musizierten; die Quarrymen, angekündigt als „The Quarry Men Skiffle Group“, stellten somit eine musikalische Ausnahme dar. Bessie Shotton, Pete Shottons Mutter, hatte die Veranstalter jedoch im Vorfeld davon überzeugen können, dass eine Skiffleband wie The Quarrymen die Kluft zwischen jungen und älterem Publikum bei einer solchen Veranstaltung überbrücken könne. Gegen 14 Uhr begann die Gruppe, auf einem Pritschenwagen zu spielen, der Teil einer prozessionsähnlichen Rundfahrt war.

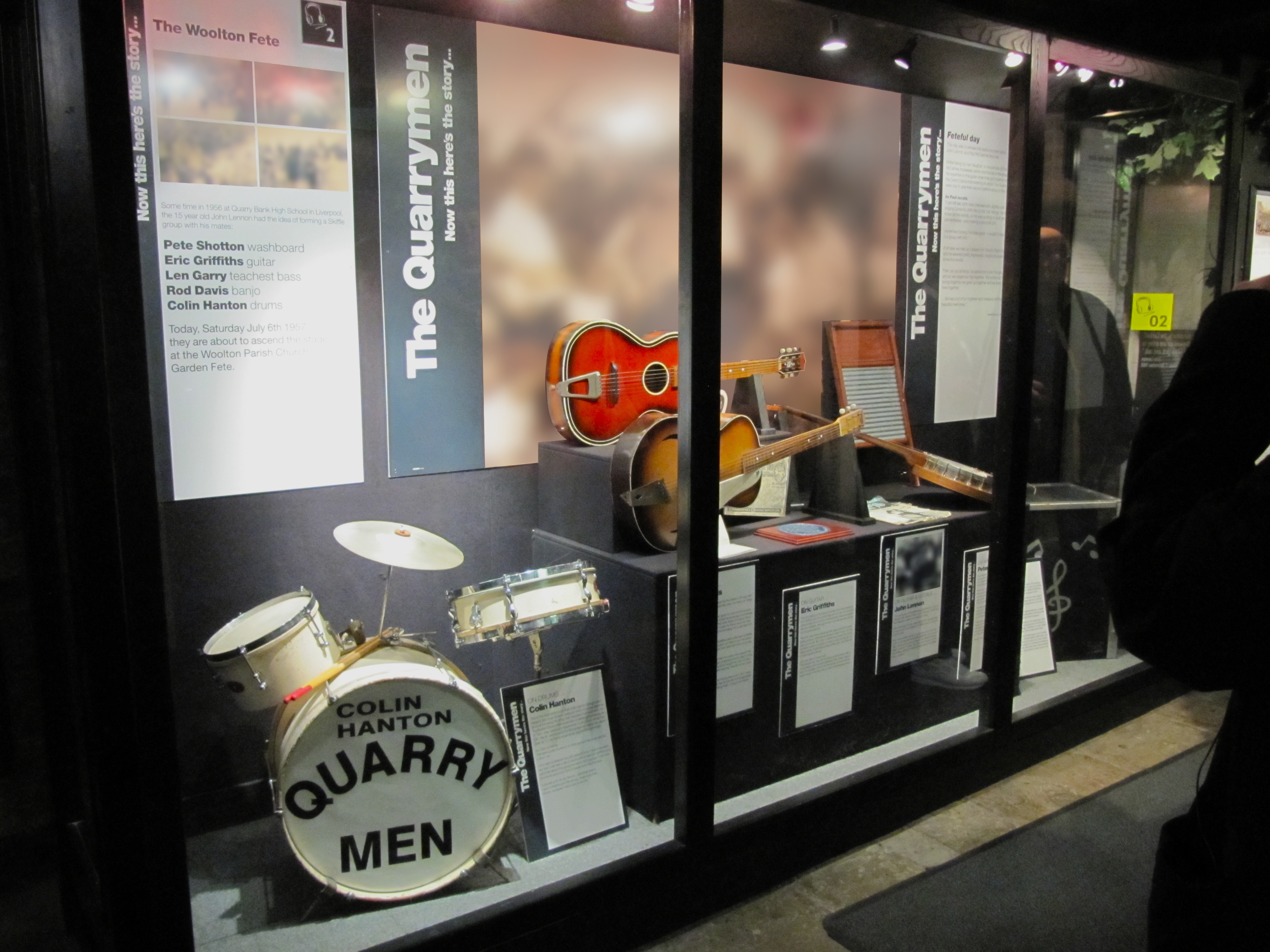
Instrumente von The Quarrymen

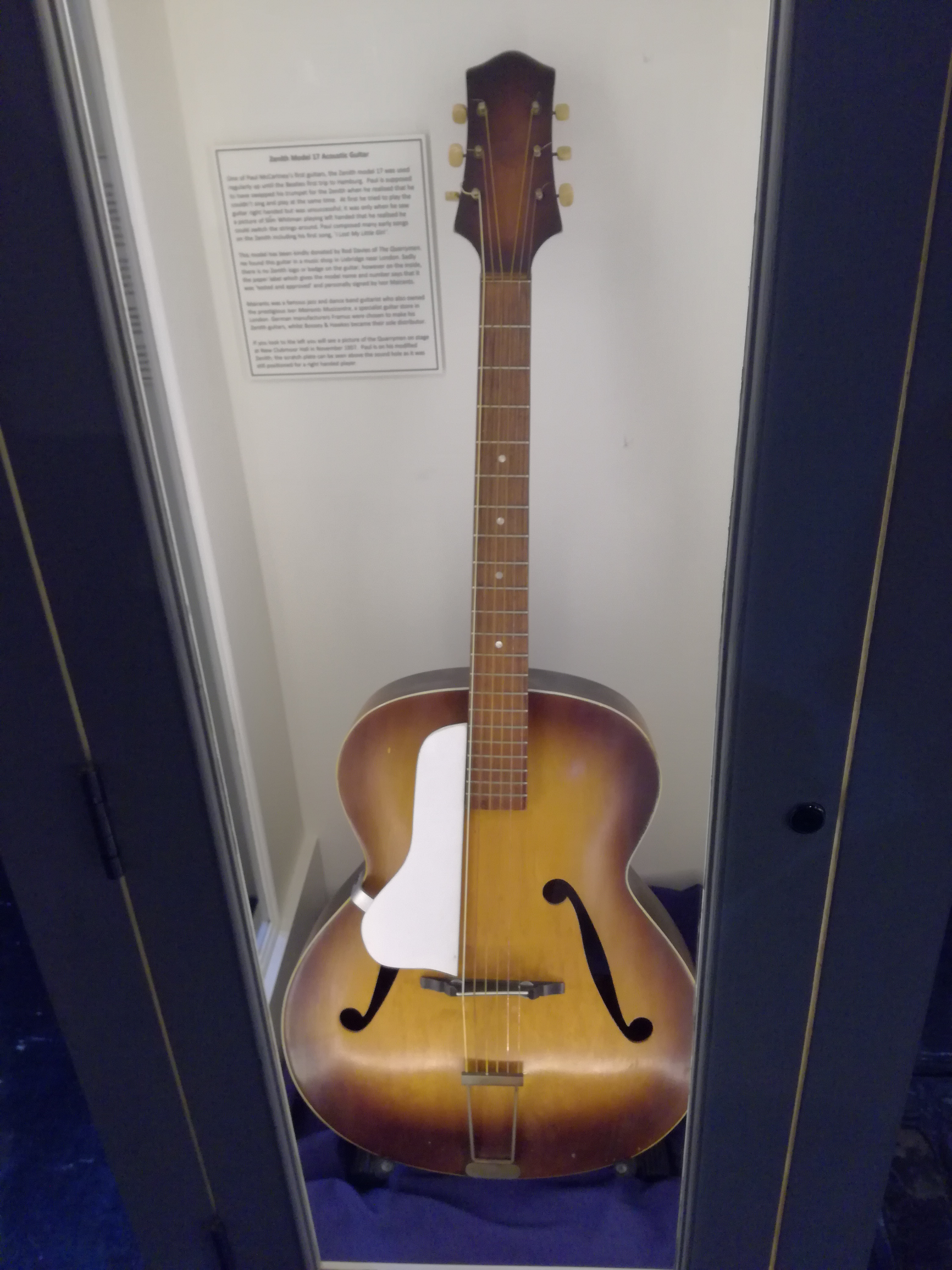
McCartneys erste Gitarre war eine der Marke Zenith

Nach dem Auftritt traf sich die Band in der St. Peter’s Church Hall; auch das vormalige Bandmitglied Ivan Vaughan traf später zu der Band. Er stellte der Band einen Schulfreund vor – Paul McCartney. Vaughan und McCartney hatten den Auftritt der Quarrymen zuvor gemeinsam verfolgt. McCartney hatte zufällig seine Gitarre dabei und spielte im weiteren Verlauf unter anderem Twenty Flight Rock von Eddie Cochran und ein paar Songs von Little Richard, wodurch er Lennon offensichtlich beeindrucken konnte. McCartney merkte dies offenbar und spielte anschließend Be-Bop-A-Lula – ein Stück, das The Quarrymen bei ihrem Auftritt zuvor ebenfalls präsentiert hatten. Lennon war beeindruckt von sowohl den musikalischen Fähigkeiten als auch dem Aussehen McCartneys, machte sich jedoch um seine Position als Vorsprecher der Band Sorgen. So sagte Lennon später:

„Now, I thought, if I take him on, what will happen? It went through my head that I’d have to keep him in line if I let him join. But he was good, so he was worth having. He also looked like Elvis. I dug him.“

„Ich fragte mich, was passieren würde, wenn wir ihn aufnähmen? Es ging mir durch den Kopf, dass ich ihn unter Kontrolle halten müsste, wenn ich ihn beitreten ließe. Aber er war gut, also war es wert, ihn zu haben. Außerdem sah er aus wie Elvis. Ich mochte ihn.“

Während die übrigen Bandmitglieder den Bus nach Hause nahmen, entschieden sich Lennon und Shotton, zu Fuß nach Hause zu gehen. Unterwegs diskutierten sie über McCartney und Shotton bekräftigte seine Meinung, dass McCartney ein wirklich guter Musiker sei. Daraufhin fasste Lennon den Entschluss, McCartney in die Band aufzunehmen. Ein wenig später traf McCartney, als er mit dem Fahrrad unterwegs war, Shotton zufällig auf der Straße. Die beiden unterhielten sich und Shotton erzählte, Lennon wolle, dass McCartney in der Skiffle-Band mitmache. McCartney überlegte eine Woche und sagt dann zu.

### Weiterer Erfolg mit McCartney
Mit McCartney konnten The Quarrymen nun Stücke in ihr Repertoire aufnehmen, die sie vorher nicht zu spielen imstande waren, beispielsweise Bye Bye Love von The Everly Brothers und Elvis Presleys All Shook Up. Am 18. Oktober 1957 gaben The Quarrymen ihr erstes Konzert mit Beteiligung von McCartney auf einer Veranstaltung der Conservative Party. Da der Liverpooler Stadtteil Norris Green als vornehme Gegend galt, entschieden Lennon und McCartney sich dazu, durch eine vornehme Uniform als einheitliche Gruppe aufzutreten. Schließlich trugen aber nur diese beiden die cremefarbenen Anzüge; der Rest der Gruppe verwendete aus finanziellen Gründen stattdessen einfache T-Shirts.
Das Konzert, in dem Lennon McCartney zu Beginn als neues Bandmitglied ankündigte, lief jedoch entgegen den Erwartungen: McCartney ließ die vorher einstudierten Soli aus und spielte falsche Noten, doch Lennon reagierte darauf auffallend gelassen.

### Aufnahme von George Harrison
Zu Beginn des Jahres 1958 kam es im Schulbus zur ersten Begegnung zwischen McCartney und George Harrison. Sie entdeckten ihren gemeinsamen Musikgeschmack und trafen sich deshalb mehrmals, um gemeinsam zu musizieren. Am 6. Februar desselben Jahres traten The Quarrymen in der Wilson Hall auf, wo Harrison ebenfalls zugegen war. Vermutlich spielte er nach dem Auftritt vor Lennon vor.
Die erste Farbfotografie der Quarrymen entstand am 8. März 1958 durch Mike McCartney als die Band beim Hochzeitsschmaus von Jacky und Ian Harris in Liverpool auftrat. Ian Harris (eigentlich Henry Ian Harris) ist ein Cousin von Paul McCartney
Am 12. März kam es in einem Keller im West Oakhill Park zu einer weiteren – von McCartney arrangierten – Begegnung zwischen Harrison und der Band. Harrison spielte erneut vor, unter anderem Guitar Boogie Shuffle, und konnte musikalisch überzeugen:

„He played the guitar brilliantly — better than any of us handled an instrument — so I had no hang-up about inviting him to come around“

„Er spielte seine Gitarre hervorragend – besser als irgendeiner von uns mit einem Instrument umgehen konnte – also hatte ich kein Problem damit, ihn einzuladen, wieder vorbei zu kommen.“

Doch anders als Hanton hatte Lennon Bedenken, Harrison zum Bandmitglied zu machen. Also arrangierte McCartney ein neuerliches Treffen der Gruppe mit Harrison. Dieses dritte Vorspiel Harrisons fand auf dem Dach eines Liverpooler Busses statt. Harrison spielte mehrere Titel – unter anderem den US-amerikanischen Rock-’n’-Roll-Hit Raunchy – und konnte erneut überzeugen, sodass er als Mitglied in die Gruppe aufgenommen wurde. Dennoch war Lennon mit der Situation nicht sehr glücklich, sagte er doch später:

„George was just too young […] [He] looked even younger than Paul, and Paul looked about ten, with his baby face.“

„George war einfach zu jung […] Er sah sogar noch jünger aus als Paul, und Paul wirkte wie etwa zehn, mit seinem Babygesicht.“

## Weiterer Werdegang

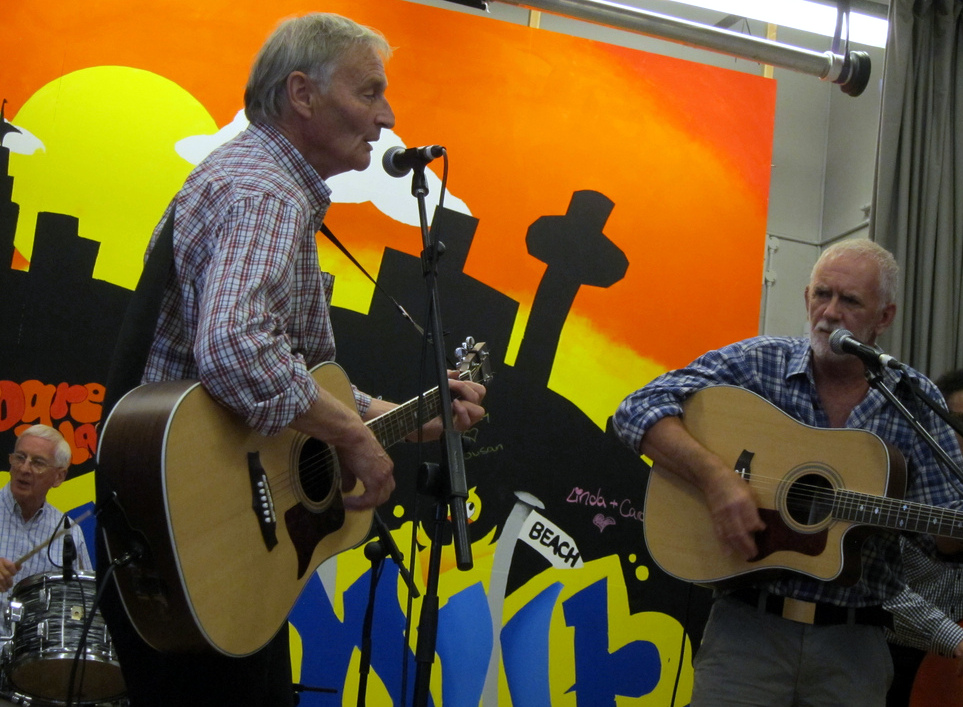
The Quarrymen, 2011: Colin Hanton, Len Garry, Rod Davis in Liverpool (von links nach rechts)

Im Sommer 1958 nahm die Gruppe im von Percy Phillips betriebenen kleinen Studio Philipps Sound Recording Service in Kensington, einem Stadtteil von Liverpool, eine Demoplatte auf Schellack auf, welche die Musiker fünf Pfund kostete und die den Titel That’ll Be the Day von Buddy Holly bzw. The Crickets auf der A-Seite und auf der B-Seite die Eigenkomposition von Paul McCartney und George Harrison In Spite of All the Danger enthielt, wovon jedoch nur ein Exemplar hergestellt wurde, das jedes Bandmitglied eine Woche behielt, sich dann 23 Jahre im Besitz von Duff Lowe befand und sich seit 1981 im Besitz von Paul McCartney befindet. Einige Kopien vom Original-Azetat ließ McCartney für Freunde und Verwandte herstellen. Beide Titel des Tonträgers erschienen später auf dem Beatles-Album Anthology 1.
Der Schlagzeuger Colin Hanton verließ kurz nach dieser Aufnahme die Gruppe, nachdem es im Anschluss an ein Konzert zu einem Streit gekommen war.
Im Mai 1960 gingen die Quarrymen, nachdem sie der Manager und Konzertveranstalter Larry Parnes, angelehnt an John Lennon, der sich (als die Bandmitglieder sich mit Pseudonymen vorstellten) als „Long John Silver“ bezeichnete, Long John and the Silver Beetles genannt hat, über in The Silver Beetles, unter welchem Namen die Musiker für Parnes auf Tour gingen. Aus The Silver Beetles entstand im August 1960 die Band The Beatles.
Zum 40. Jahrestag des ersten Treffens von Lennon und McCartney im Jahr 1997 wurde die Band von den sechs ehemaligen Quarrymen-Mitgliedern Griffiths, Shotton, Davis, Garry, Hanton und Lowe neu gegründet. Seitdem wurden drei Alben auf CD veröffentlicht.